# Mastigostyla humilis
Mastigostyla humilis är en irisväxtart som beskrevs av Pierfelice Ravenna. Mastigostyla humilis ingår i släktet Mastigostyla och familjen irisväxter. Inga underarter finns listade i Catalogue of Life.